# Tetanorhynchus leonardosi
Tetanorhynchus leonardosi är en insektsart som först beskrevs av Cândido Firmino de Mello-Leitão 1939.  
Tetanorhynchus leonardosi ingår i släktet Tetanorhynchus och familjen Proscopiidae. Inga underarter finns listade i Catalogue of Life.